# Sistema operacional do Nintendo 3DS
O Nintendo 3DS system software é um conjunto de versões de firmware atualizáveis na linha de consoles portáteis Nintendo 3DS. Ou seja, o software é usado nos consoles Nintendo 3DS, Nintendo 3DS XL, Nintendo 2DS, New Nintendo 3DS, New Nintendo 3DS XL e Nintendo 2DS XL. As atualizações, que são baixadas via ligação à Internet, permitem a adição e remoção de recursos e software. Todas as atualizações também incluem as alterações de atualizações anteriores.

## Aplicativos inclusos

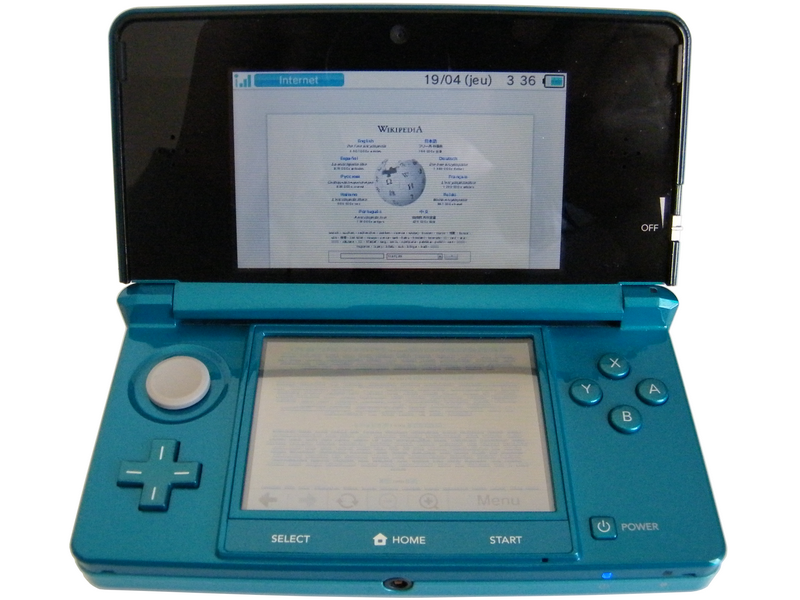
Navegador web no Nintendo 3DS.

O sistema traz incluídos alguns aplicativos:
- Menu HOME:[2][3] é o menu principal que permite navegar entre os aplicativos. Desde outubro de 2014, podem ser adicionados temas (como do Super Mario) ao menu.[4]

- Nintendo 3DS Camera (Câmera Nintendo 3DS no Brasil[3] e Câmara Nintendo 3DS em Portugal[5]): permite capturar fotos em 3D caso use as câmeras de trás ou em 2D caso use a câmera frontal. É possível desenhar e adicionar diversos efeitos especiais nas fotos. Ambas câmeras possuem 3 Megapixels

- Nintendo 3DS Sound (Som Nintendo 3DS[3][6]): grave sons por até 10 segundos ou escute músicas com o aplicativo. É possível adicionar novos efeitos especiais além dos existentes no DSi Sound.

- Mii Maker (Criador Mii no Brasil[3] e Editor Mii em Portugal[7]): é possível criar e editar Miis para utilizá-los em jogos. É possível transferi-los do Mii Channel. Ao capturar uma foto de uma pessoa com o 3DS, o Mii Maker criará automaticamente um Mii para ela.

- StreetPass Mii Plaza (Praça Mii StreetPass[3][8]): quando um 3DS passa por outro console com ambos com o StreetPass ativado, ambos consoles detectam o jogo favorito e seu Mii do 3DS que fora encontrado. Também é possível jogar jogos com os Miis capturados pela Praça Mii StreetPass, os jogos são: Troca peças onde é possível montar 15 quebra-cabeças de personagens, e o Mii Resgate onde você usa um cachorro ou gato e aventureiros encontrados por StreetPass para derrotar fantasmas, salvar Mii e ganhar itens.

- AR Games (Jogos RA: Realidade Aumentada em Portugal[9]): usando os seis cartões de realidade aumentada inclusos com o console, é possível jogar minijogos com RA na câmera do console, esses são: Arqueiro, Sinuca, Paparazzi, Pesca, Mini Golf e Mii Stop-Motion

- Face Raiders: capture uma foto de uma pessoa e transforme seu rosto em um Face Raider, que usa RA no ambiente para que os  Face Raiders pareçam reais . Ele poderá mudar a expressão facial da pessoa com apenas uma foto tirada.

- Activity Log (Registro de atividade no Brasil[3] e Registo de Atividade em Portugal[10]): conte seus passos carregando seu 3DS com o software suspenso no bolso ou em sua bolsa . Veja também a quantidade de tempo gasta com cada jogo e a aplicativo.

- Lista de amigos: utilize-a para registrar seus amigos e jogar com eles on-line caso os 3DSs estejam ligados. Futuramente, será possível mandar mensagens a eles e conversar.

- Vídeos em 3D: com a primeira atualização do sistema, foi adicionado o vídeo White Knuckles, da banda OK Go,[11] removido com a segunda, de 6 de junho.[12] Em 21 de julho, foi lançado um aplicativo intitulado Nintendo Video, destinado à exibição de vídeos, clipes e trailers em 3D. Inicialmente, ele não funcionava no Brasil por problemas de licenciamento,[13] mas passou a estar disponível no país em 18 de agosto de 2011.

A partir da atualização do sistema de 6 de junho de 2011, apareceram outros recursos:
- Nintendo eShop: local para compra de jogos originais, do Virtual Console e do DSiWare, além de informações sobre títulos para 3DS.[15] No Brasil, são usados preços em reais.[16]

- Navegador de internet[3]: habilita a navegação na internet com novas funções. Pode ser usado enquanto um aplicativo é suspenso.

- Transferência de sistema: permite a transferência de aplicativos do Nintendo DSi para o 3DS por quantidade limitada.
- Miiverse: permite a comunicação com outras pessoas que usam o 3DS ou Wii U.
- Identificação do Nintendo Network: Permite você criar uma conta da Nintendo Network e compartilhar créditos com o Wii U você precisa ter uma para baixar demos de jogos grátis.
- Visualizador de Nintendo Zone: transfere eventos e outras coisas para o 3DS quando você esta em uma área que tem Nintendo Zone.

A Nintendo confirma para 8 de dezembro de 2011 a inclusão de novas funcionalidades para o console:
- Gravação de Vídeos em 3D: Além da câmera para fotos em três dimensões, o console também fará filmes em 3D de até dez minutos com opção em stop-motion.

- Novos quebra-cabeças: A Praça Mii Street Pass terá novos jogos e funcionalidades, visando o modo de rede SpotPass. Os jogadores terão mais opções de interação em conjunto.

- Extras: O jogo "Resgate Mii" terá uma fase nova, situada numa masmorra.

- Adições à SpotPass: A atualização de novembro permitirá o download de vídeos, notificações, extras e atualizações de sistema sem que o proprietário do console precise apertar um botão sequer. Os jogadores da Europa poderão receber vídeos da Aardman e de outras produtoras. Não há previsão para a inserção dos serviços para os usuários do Brasil.

- Troca-Cartas: Este novo serviço permitirá ao usuário trocar mensagens com outros proprietários do 3DS através do StreetPass e do SpotPass, podendo personalizar as mensagens com fotos,desenhos e gravações de voz. A inovação veio em Dezembro de 2012, gratuitamente, segundo a própria Nintendo.

- Tranferência de sistema: depois de permitir a transferência de um DSi para um 3DS, agora é a vez do próprio 3DS transferir um sistema para um outro 3DS.